# Trionymus faratsi
Trionymus faratsi är en insektsart som beskrevs av Mamet 1962. Trionymus faratsi ingår i släktet Trionymus och familjen ullsköldlöss.
Artens utbredningsområde är Madagaskar. Inga underarter finns listade i Catalogue of Life.